# Ceratopsyche cheilonis
Ceratopsyche cheilonis är en nattsländeart som först beskrevs av Ross 1938.  Ceratopsyche cheilonis ingår i släktet Ceratopsyche och familjen ryssjenattsländor. Inga underarter finns listade i Catalogue of Life.